# 福雷斯特格倫 (馬里蘭州)
福雷斯特格倫（英語：Forest Glen）是位於美國馬里蘭州蒙哥馬利縣的一個普查規定居民點。

## 人口
根據2020年美國人口普查的數據，福雷斯特格倫的面積為2.60平方千米，當中陸地面積為2.60平方千米，而水域面積為0.00平方千米。當地共有人口6897人，而人口密度為每平方千米2,652.69人。